# 8B busz (Tata)
A tatai 8B jelzésű autóbusz az Újhegy, Buszforduló és a Fellner Jakab utca között közlekedik. A járat csak ebbe az irányba közlekedik. A járat a nyári tanszünetben nem közlekedik. A viszonylatot a MÁV Személyszállítási Zrt. üzemelteti.

## Története
A viszonylatot a Volánbusz hozta létre 2023. március 4-én.
2025. június 21-étől augusztus 31-ig nem közlekedik a nyári menetrend miatt.

## Útvonala
| Újhegy, Buszforduló → Fellner Jakab utca |
| --- |
| Újhegy, Buszforduló – Benczúr Gyula út – Feszty Árpád utca – Agostyáni út – Bacsó Béla utca – Almási utca – Május 1. út – Komáromi utca – Kossuth tér – Kocsi utca – Fellner Jakab utca – Fellner Jakab utca |

## Megállóhelyei
Mivel a járat a nyári tanszünetben nem közlekedik, így az átszállási kapcsolatoknál a tanév közben érvényes menetrend szerint van feltüntetve.
| 0  | Újhegy, Buszforduló Induló állomás | 8, 9, 9A, 9M |
| 2  | Feszty Árpád utca                  | 8 |
| 3  | Volán-telep                        | 7, 7A, 8 8406 |
| 4  | Révai utca                         | 7, 7A, 8 |
| 6  | Almási út                          | 1, 1M, 1R, 1T, 7, 7A, 8, 9, 9M |
| 8  | Városközpont                       | 1, 1M, 1R, 1T, 2, 4, 4T, 5, 5T, 6, 6T, 7, 7A, 8, 9, 9M 804, 814, 8400, 8406, 8462, 8463, 8465, 8466, 8467, 8472, 8700, 8706, 8716 1824, 1841                                                                                            |
| 11 | Autóbusz-állomás (Május 1. út)     | Helyben: 1, 1M, 1R, 1T, 2, 4, 4T, 5, 5T, 6, 6T, 7, 7A, 8, 9, 9M Autóbusz-állomáson: 3 804, 814, 8400, 8402, 8406, 8462, 8463, 8465, 8466, 8467, 8472, 8479, 8574, 8587, 8594, 8700, 8706, 8716, 8726, 8727, 8736, 8740 1824, 1841, 1850 |
| 14 | Május 1. út                        | 1, 1M, 1R, 1T, 2, 4, 4T, 5, 5T, 6, 6T, 7, 8, 9, 9M 8465, 8466, 8479, 8726, 8727 |
| 16 | Kossuth tér                        | 1, 1M, 1R, 1T, 2, 4, 4T, 5, 5T, 6, 6T, 7, 8, 9, 9M 8402, 8472, 8574, 8587, 8594, 8736, 8740 1850 |
| 17 | Környei út                         | 1, 1M, 1R, 1T, 4, 4T, 5, 5T, 6, 6T, 7, 8, 9, 9M 8402, 8472, 8574, 8587, 8594, 8736, 8740 1850 |
| 19 | Fellner Jakab utca Végállomás      | 1, 1M, 1R, 1T, 4, 4T, 5, 5T, 6, 6T, 7, 8, 9, 9M |

## Külső hivatkozások
- Vonalhálózati térképek. Volánbusz. (Hozzáférés: 2024. július 27.)
- Vonalhálózati térképek. MÁV-csoport. (Hozzáférés: 2025. április 22.)